# Академічний інститут Белфаста
Королівський академічний інститут Белфаста — незалежна гімназія в Белфасті, Північна Ірландія. Заснований 1814 року за підтримки реформаторів і демократів Белфаста. У 1849 на базі цього інституту було відкрито Університет Королеви Белфаста, цей заклад став піонером першої програми колегіальної освіти в Белфасті. У цій сучасній школі навчаються хлопчики віком від 11 до 18 років. Це одна з восьми північноірландських шкіл, представлених на Конференції директорів і директорок. Школа займає ділянку площею 18 акрів у центрі міста, на якій були зведені її перші будівлі.

## Випускники
- Томас Ендрюс
- Вільям Томсон
- Джозеф Лармор
- Томас Ендрюс
- Вільям Джеймс Піррі
- Семмі Нельсон
- Іан Едвін Стюарт